# Charlotte Riley
Charlotte Riley, född 29 december 1981 i Grindon i County Durham i England, är en brittisk skådespelare. 
Hon medverkar i bland annat Peaky Blinders.
Riley är sedan 2014 gift med Tom Hardy och tillsammans har de två barn.